# Mark Rober
Mark B. Rober (Condado de Orange, California, Estados Unidos; 11 de marzo de 1980) es un YouTuber, ingeniero e inventor estadounidense. Es conocido por sus videos de YouTube sobre ciencia popular, artilugios de bricolaje e ideas creativas. 
Varios de sus videos se han vuelto virales, incluido uno en el que hizo un disfraz de Halloween digital y otro donde se construyó una trampa para ladrones de paquetes que libera una fuente de brillo ultrafino. Antes de YouTube, Rober fue ingeniero de la NASA, donde pasó siete años trabajando en el rover Curiosity en el Laboratorio de Propulsión a Chorro de la NASA. Más tarde trabajó durante cuatro años en Apple Inc. como diseñador de productos en su Grupo de Proyectos Especiales, donde fue autor de patentes relacionadas con la realidad virtual en automóviles autónomos. En octubre de 2019, Rober y su compañero YouTuber, MrBeast, lanzaron la recaudación de fondos ambiental #teamtrees.

## Educación
Rober creció en el condado de Orange, California. Cuando era niño, comenzó a jugar con la ingeniería, desarrollo la fabricación de un par de gafas que ayudaban a evitar las lágrimas al cortar cebollas. Obtuvo una licenciatura en ingeniería mecánica en la Universidad Brigham Young y un máster en la Universidad del Sur de California .

## Carrera

### Principios de su carrera
Rober se unió al Jet Propulsion Laboratory (JPL) de la NASA en 2004. Trabajó allí durante nueve años, siete de los cuales los pasó trabajando en el rover Curiosity, que ahora se encuentra en Marte. Diseñó y entregó hardware en varias misiones del JPL, incluidas AMT, GRAIL, SMAP y Mars Science Laboratory. Mientras estuvo en la NASA, Rober fue uno de los arquitectos principales de "JPL Wired", que era una wiki sobre la captura de conocimiento integral.  Publicó un estudio de caso sobre la aplicación de tecnología wiki en una organización de alta tecnología para desarrollar una "Intrapedia" para la captura de conocimiento corporativo.

### Canal de YouTube, comunicación científica
Durante su tiempo en la NASA, Rober comenzó a grabar videos que se hicieron virales. Sus videos cubren una amplia variedad de temas, generando ideas para las bromas del Día de los Inocentes y enseñando trucos como vencer a una sala de escape y filmar primates en zoológicos de forma no invasiva.  Confía ciegamente en la ciencia, haciendo videos que prueban la capacidad de los tiburones para oler la sangre en el agua, arena fluidizada y purificación del agua .
En octubre de 2011, Rober grabó su primer video de YouTube. Muestra un disfraz de Halloween en el que usó dos iPads para crear la ilusión de ver a través de su cuerpo.  Su video del disfraz de "enorme agujero en el torso" se volvió viral, recibiendo 1.5 millones de visitas en solo un día. Al año siguiente, Rober lanzó Digital Dudz, una compañía de disfraces de Halloween en línea que se especializa en disfraces de Halloween basados en el mismo concepto que el video (del cual Rober tiene la patente). La compañía obtuvo $250,000 en ingresos en sus primeras tres semanas de operaciones, y en 2013 sus disfraces integrados en la aplicación se vendieron en tiendas minoristas como Party City . Los disfraces se presentaron ampliamente en canales de noticias como CBS News, CNN, The Jay Leno Show, Fox, Yahoo! News, Discovery Channel, The Today Show y GMA. Vendió la empresa a la empresa de vestuario Morphsuits, con sede en Reino Unido, en 2013.
En diciembre de 2018, Rober publicó un video que mostraba cómo engañó a los ladrones de paquetes con un artilugio diseñado que rociaba brillo sobre los ladrones, emitía un olor fétido y capturaba un video de los ladrones. El video se volvió viral y recibió 25 millones de visitas en un día. Más tarde, Rober eliminó dos de los cinco incidentes grabados en cinta, sin saber que dos de los ladrones eran en realidad amigos de una persona que contrató para ayudar a atrapar a los ladrones de paquetes. Rober publicó un seguimiento en diciembre de 2019, se asoció con Macaulay Culkin y presentó un diseño mejorado. El 16 de diciembre del año 2020, subió la tercera generación de la bomba de purpurina, con un diseño innovador y mejor, hecha a propósito para tener una mejor visión de los ladrones de paquetes y obtener una recuperación más fácil de la caja.
Rober ha contribuido con artículos a Men's Health, y dio una presentación TEDx en 2015 How to Come Up with Good Ideas  y otra titulada The Super Mario Effect - Tricking Your Brain into Learning More. También ha hecho numerosas apariciones en Jimmy Kimmel Live! . En 2018, se informó que Rober había estado trabajando en secreto en proyectos de realidad virtual para Apple Inc., como por ejemplo en el entretenimiento a bordo de la compañía para autos sin conductor, para el cual Rober escribió dos patentes. Rober trabajó como diseñador de productos en el Grupo de Proyectos Especiales de Apple desde 2015 hasta principios de 2020. En 2020, Rober protagonizó un programa de cámara oculta de Discovery Channel junto a Jimmy Kimmel .
En octubre de 2019, la comunidad de YouTube lanzó un proyecto llamado #TeamTrees, organizado por MrBeast y Rober, después de un tuit que sugería que MrBeast debería plantar 20 millones de árboles. MrBeast y Rober trabajaron con YouTubers en todo el mundo en un esfuerzo para hacer que esto se hiciera realidad. El objetivo de este proyecto era recaudar $20,000,000 para la Fundación Arbor Day para 2020 y, a cambio, la Fundación Arbor Day plantaría un árbol por cada dólar recaudado. YouTubers notables que participaron en el proyecto fueron iJustine, Slow Mo Guys, Marques Brownlee, Hannah Stocking, PewDiePie, The Try Guys, AsapScience, Smarter Every Day, How Ridiculous, Half as Interesting, Life Noggin, It's Okay to be Smart, y HowToBasic.
En febrero de 2024, Rober subió un video en el que comentaba que si llegaba a los 30 millones de suscriptores, hacía explotar una docena de barriles con pelotas, eso resultó en un crecimiento acelerado durante los dias posteriores, resultando en un crecimiento de 8 millones de suscriptores durante el mes de febrero. En marzo de 2024, repitió el mismo video pero comentando que si llegaba a los 40 millones de suscriptores, hacia que le cayeran encima 12 cañones de confeti, resultando en un crecimiento de 9 millones de suscriptores durante el mes de marzo. En abril de 2024, repitió el video por última vez (con un efecto más ligero) comentando que si llegaba a los 50 millones de suscriptores, se tiraría de un puente a un total de 12 pisos de altura (con seguridad y arnés incorporado) resultando en un crecimiento de 3 millones de suscriptores durante el mes de abril. Durante 2024, Mark Rober duplicó su número de seguidores, pasando de 29 millones a 61 millones, haciéndolo entrar en la lista de canales con más suscriptores en YouTube

## Vida privada
Rober se mudó a Sunnyvale, California, en 2015, donde vive con su esposa e hijo. Rober tuitea su apoyo a las personas con autismo, incluido su hijo.
En agosto de 2020, durante un video filmando tiburones en las Bahamas, Rober reveló que dio positivo por COVID-19, retrasando la producción de su video.

## Premios y nominaciones
| Año  | Ceremonia                       | Categoría                  | Resultado | Ref.   |
| ---- | ------------------------------- | -------------------------- | --------- | ------ |
| 2025 | Nickelodeon Kids' Choice Awards | Creador masculino favorito | Nominado  | [ 32 ] |